# Combretum molle
Combretum molle là một loài thực vật có hoa trong họ Trâm bầu. Loài này được R.Br. ex G.Don mô tả khoa học đầu tiên năm 1827.